# Vāyu Purāṇa
Il Vayu Purana (Sanscrito: वायु पुराण) è un shaiva purāṇa, un testo religioso indù dedicato al dio Vāyu (il dio del vento), contenente circa 24.000 shloka o versetti.

## Datazione
Il Bāṇabhaṭṭa si riferisce a questo lavoro nel suo Kādambari e nell'Harshacharita. Nel Harshacharita afferma che questo testo gli venne letto nel suo villaggio natale Il noto erudito persiano Alberuni (973 -1048), nelle sue opere descrive l'esistenza di diciotto purāṇa e, riguardo al Vayu Purana, afferma che venne classificato come una sacra scrittura, ancor prima del 600 d.C.

## Edizioni e traduzioni
L'Asiatic Society, pubblicò questo testo in due volumi nel 1880 e nel 1888, come parte della serie Bibliotheca Indica, a cura di Rajendralal Mitra. Il quotidiano Venkateshvara di Bombay pubblicò un'edizione nel 1895. Successivamente venne pubblicata una nuova edizione da parte dell'editore Anandashrama. Nel 1910, il quotidiano Vangavasi di Calcutta pubblicò un'edizione con una traduzione in bengali di Panchanan Tarkaratna.

## Sommario
Nelle edizioni Anandashrama e Vangavasi, il testo è suddiviso in quattro parti o pada: Prakriya-pada (capitoli 1-6), Anushanga-pada (capitoli 7-64), Upodghata-pada (capitolo 65-99) e Upasamhara-pada (capitoli 100-112). Il Gayamahatmya (capitoli 105-112), preghiere nella Titha di Gaya in Magadha, non si trova in tutti i manoscritti, ma venne separatamente trovato anche come lavoro indipendente
Nella Società Asiatica e presso le edizioni Venkateshvara, il testo è diviso in due parti: Prathamakhanda di 61 capitoli e Dvitiyakhanda con 50 capitoli. I capitoli 1-6 del Prathamakhanda sono intitolati Prakriya-pada. Nessun titolo è previsto per i capitoli 7-61. I capitoli 1-42 del Dvitiyakhanda sono intitolati Anushanga-pada, mentre i capitoli 43-50 sono intitolati Gayamahatmya
Il Vayu Purana tratta i seguenti argomenti: la creazione e ri-creazione dell'universo, la misura del tempo Kala, l'origine di Agni, Varuṇa e di una serie di altre divinità, l'origine e i discendenti di Atri, Bhrigu, del saggio Angira e di alcuni altri saggi: i Daitya, i Rakshasa, i Gandharva e i Pitr; l'origine degli animali, degli uccelli, degli alberi e delle piante rampicanti; le genealogie degli antichi re discesi da Vaivasvata Manu, da Ila e dei re del Kaliyuga che termina con la dinastia Gupta.
Il Vayu Purana tratta inoltre in dettaglio di geografia della terra divisa in sette dvipa e ulteriormente suddivisi nelle varshas ; enumera gli abitanti dei diversi dvipa, i nomi e la descrizione dei sette patala; descrive inoltre il sistema solare e i movimenti dei corpi celesti, descrive i quattro Yuga e i quattordici Manvantara . Contiene anche i capitoli sulla musica, diversi shakha della Pashupata-Yoga Veda, e i doveri delle persone che appartengono alle diverse caste e i relativi riti funebri.